# Mortal Kombat 11
Mortal Kombat 11 là phần thứ 11 của trò chơi điện tử đối kháng Mortal Kombat, do NetherRealm Studios sản xuất và Warner Bros. Interactive Entertainment phân phối. Game ra mắt ngày 23 tháng 4 năm 2019 trên các hệ máy PlayStation 4, Xbox One, Nintendo Switch và Windows. Trailer quảng bá đầu tiên của game với sự xuất hiện của Raiden và Scorpion, ra mắt vào ngày 7 tháng 12 năm 2018.

## Định dạng
Giống như phần trước (MKX), đồ họa của Mortal Kombat 11 là 2.5D. Bên cạnh các chiêu Fatality và Brutality quen thuộc, game giới thiệu các cơ chế mới như Fatal Blow và Krushing Blow. Fatal Blow xuất hiện khi cột máu của nhân vật dưới 30%, cho phép nhân vật ra một loạt đòn có sức tấn công lớn (sát thương Fatal Blow gây ra > 30%). Fatal Blow thay thế cho đòn X-Ray và chỉ được sử dụng một lần mỗi trận (có thể dùng lại trong giây lát nếu sử dụng hụt hoặc bị mục tiêu chặn được). Trong khi đó, Krushing Blow là một biến thể của các đòn đặc biệt, sử dụng được sau khi người chơi có những combo nhất định.

## Nội dung

### Cốt truyện
Sự kiện Dark Raiden chặt đầu Shinnok đã khiến titan Kronika chú ý. Sau khi Raiden ra lệnh cho Đội Đặc Nhiệm đến phá huỷ điện thờ của Shinnok trong một cuộc chiến khốc liệt khiến Sonya thiệt mạng, Kronika đã dùng phép thuật thời gian tái tạo lại điện thờ và thu nạp Liu Kang cùng Kitana Revenant làm đồng minh. Kronika dự định sẽ sử dụng chiếc Đồng hồ cát để viết lại lịch sử, tạo ra dòng thời gian mà Raiden không tồn tại để ngăn trở bà ta.
Ở Outworld, Kotal Kahn đang chuẩn bị xử tử Kollector, tay sai của Shao Kahn thì một cơn dư chấn thời gian xảy ra khiến kẻ tử tù trốn thoát. Raiden hiện tại bị xoá sổ, cùng với đó các đấu sĩ từ 20 năm trước xuất hiện: Shao Kahn,  Kano, Erron Black, Skarlet, Johnny Cage, Sonya, Jax, Liu Kang, Kitana, Jade, Kung Lao và cả Raiden. Kotal Kahn đoàn tụ cùng người tình Jade nhưng bị Shao Kahn cản trở, ông chạm trán với Shao Kahn, hai vị hoàng đế đánh nhau cho đến khi D’Vorah xuất hiện, đưa binh đoàn người xấu đến chỗ của Kronika.
Raiden được Cassie kể về tương lai đen tối của mình, ông lên hỏi các Elder God cách ngăn chặn Kronika. Cetrion, nữ thần Ánh sáng và Đức hạnh, cho biết ông phải tiến đánh pháo đài của Kronika. Liu Kang và Kung Lao đến chỗ thiền viện Wu Shi để điều tra về một vụ thảm sát do quỷ Địa Ngục gây ra. Họ đánh với Scorpion, Jade Revenant cùng phiên bản hiện tại của chính họ. Sau đó họ chạm trán Geras, một tay sai của Kronika với năng lực bất tử và dừng thời gian. Geras tỏ ra thán phục hai chàng trai nhưng vẫn đóng băng thời gian để lấy Jinsei về làm năng lượng cho Kronika.
Kuai Liang,  Sub- Zero và  Scorpion Hanzo Hasashi đến nhà máy Cyber Lin Kuei được xây dựng dưới lốt một mỏ đá. Họ cùng đối mặt với Frost, nay đã được cơ giới hóa nhờ Kronika, Cyrax, Noob Saibot cùng Sektor, khiến Sektor bị hư hại nặng. Cyrax vốn là người lương thiện nên sau đó đã giúp Kuai Liang phá huỷ nhà máy. Sektor được Frost đưa về căn cứ và mời Kano trẻ đến sửa chữa. Hắn đang lưỡng lự trước lời đề nghị của Geras thì Kano hiện tại xuất hiện và khuyên hắn tin Kronika, sau đó chúng còn nhân bản Sektor và tạo ra một đội quân người máy khác.
Jax, bị buộc phải rời quân đội vì tuổi cao sức yếu, trở nên quẫn trí vì cô đơn. Kronika xuất hiện, mời mọc Jax đến nhập phe của bà ta với lời hứa sẽ bù đắp những gì ông đã mất.  Trong khi đó, Kotal Kahn cùng Jade bắt được D'Vorah, lấy lời khai của ả để đến trại của Tarkatan tìm Shao Kahn nhưng do sơ suất nên  bị phục kích và Kotal bị Shao Kahn bắt giữ.
Quân của Black Dragon đến tấn công trụ sở của Đội Đặc Nhiệm, bắt cóc Johnny và Sonya trẻ, dùng Sektor làm quả bom để cho nổ trụ sở. Raiden đến kịp lúc trước khi bom nổ, họ phải nương nhờ khu Vườn Lửa Shirai Ryu. Cassie Cage đến giải cứu bố mẹ mình phiên bản quá khứ ở trong một võ đài tại Nga, Sonya trẻ nhanh trí bắn chết Kano trẻ để Kano của hiện tại biến mất. Ở Outworld, Kitana thuyết phục thành công Sheeva và sau đó là Baraka cứng đầu để nổi dậy chống lại Shao Kahn. Giữa lúc Shao Kahn đang chuẩn bị hành quyết Kotal, Kitana cùng đội quân liên minh xông vào, một mình cô quyết chiến và chém Shao Kahn mù mắt. Cảm phục trước công lao thống nhất Outworld, Kotal quyết định nhường ngôi cho Kitana.
Jax trẻ cùng Jacqui Briggs đến đảo Shang Tsung, giờ chỉ còn là một đống phế tích để lấy Crown of Souls – thứ cuối cùng giúp Kronika hoàn thiện công trình. Jacqui đau lòng khi cha mình ở hiện tại đang phục vụ Kronika và phải chấp nhận trở về tay trắng. Sub-Zero cùng Scorpion xuống Netherrealm để khẩn cầu sự trợ giúp của Kharon, một người lái tàu họ đã quen khi còn bị Quan Chi kiểm soát. Sub-Zero về để thông báo rằng đã tìm thấy Kharon cùng Pháo đài Kronika còn Hanzo ở lại chạm trán với chính bản thể quá khứ của mình. Ông thuyết phục anh ta nên nguôi ý định báo thù bằng những hành động cực đoan nhưng bị D’Vorah lén đâm chết. Scorpion trẻ quay về thực hiện di nguyện của Hanzo, tuy nhiên do Raiden vẫn nghi ngờ Scorpion phản bội nên đã nổi giận, định giết chết anh. Liu Kang can ngăn và chuyển sang đối đầu Raiden, khiến tâm trí ông mở khóa ra nhiều dòng thời gian và việc ông đã mâu thuẫn với Liu Kang đã xảy ra liên tục với cái kết là Liu Kang phải bỏ mạng. Kronika xuất hiện, nói rằng Raiden đã khôn ngoan hơn nhưng rốt cục đây cũng chỉ là một dòng thời gian mà ông sẽ thất bại, đồng thời cho biết sức mạnh của Raiden kết hợp với Liu Kang sẽ trở thành đối thủ của bà ta. Đoạn Kronika bắt cóc Liu Kang đi, nhiệm vụ của toàn đội bây giờ là phải cứu Liu Kang. Trên các chiến hạm của Kharon, quân Earthrealm và Outworld khẩn trương dong buồm đến Pháo đài Kronika. Liu Kang Revenant hút sinh lực của Liu Kang trẻ, anh ta lao ra tàu của Kharon thách thức Raiden nhưng thất bại. Raiden tận dụng cơ hội để nhập vào cơ thể của Liu Kang và biến anh thành Thần Lửa. Vượt qua muôn trùng quái vật, Liu Kang đơn thương độc mã chiến đấu với các Revenant, Cetrion và cuối cùng là Kronika:
- Nếu Liu Kang thua cả hai vòng đấu, Kronika chặt đầu Liu Kang và mở ra Kỷ nguyên Mới.
- Nếu Liu Kang thắng Kronika nhưng thua một vòng, Liu Kang cùng Raiden người thường sẽ tái thiết dòng thời gian từ đầu, đây cũng chính là cái kết dẫn đến phần Aftermath.
- Nếu Liu Kang thắng cả hai vòng đấu, Liu Kang cùng Kitana sẽ tái thiết dòng thời gian cùng nhau.

### Aftermath (Hậu truyện)
Trong lúc Liu Kang đang cùng Raiden cố gắng tái thiết dòng thời gian thì một cánh cổng hiện ra và ba người Shang Tsung, Nightwolf và Fujin xuất hiện. Họ bị nhốt trong một không gian khác do không chịu hợp tác với Kronika và chỉ được tự do khi Kronika chết. Shang Tsung nói do Liu Kang vô tình đập vỡ cả chiếc vương miện Vạn Hồn nên việc tái thiết dòng thời gian là không thể, việc cần làm là để cả nhóm ba người họ đến dòng thời gian trước lấy lại chiếc vương miện trước khi Cetrion có nó. Họ xuất hiện giữa đấu trường và khiến Kollector phát hiện, kế hoạch của họ bị Kronika biết được. Việc cần làm bây giờ là đối đầu trực diện Cetrion và chỉ Sindel mới là người làm được việc đó. Ba người bắt cóc bản thể cương thi của Sindel rồi hồi sinh bà ở Soul Chamber. Sindel đánh bại Cetrion và cả nhóm cướp được vương miện Vạn Hồn. Shang Tsung đến Vườn Lửa thuyết phục Raiden, và Raiden nghi ngờ ông ta, sự việc lặp lại y như phần trước, tuy nhiên lần này khi Kronika xuất hiện để thuyết phục rằng Shang Tsung chính là người làm chiếc vương miện cho bà ta và sẽ phản bội cả nhóm bất cứ lúc nào, Kronika bị cả Shang Tsung, Fujin và Raiden đánh bại ngược trở lại căn cứ.
Sindel khi xong việc thì trở lại Ngoại giới, liên lạc với Shang Tsung về kế hoạch phản bội. Sindel vào nhà lao giải cứu chồng Shao Kahn, đánh gục Sheeva, lừa những Shokan khác rằng Kitana đã phản bội họ và giết cai ngục. Shao Kahn được chữa lành đôi mắt khi vào Soul Chamber, ông ta cùng vợ và lính Shokan cướp tàu của Đội Đặc Nhiệm cùng tàu của Ngoại Giới, đồng thời Sindel tiết lộ rằng chính bà ta mới là người giết Jerrod, cha của Kitana. Shao Kahn đập gãy chân Liu Kang trong khi phiên bản hiện tại của anh đang đánh nhau với Raiden, Liu Kang cương thi cũng bị gãy chân tương tự, khiến Raiden nhận ra kế hoạch đổ bể. Raiden mượn chiếc vương miện đang nằm trong tay Fujin, nhưng thực chất đó là Shang Tsung giả dạng, hắn hút sinh lực của Raiden và Fujin rồi cùng Shao Kahn và Sindel tiến vào nơi ở của Kronika. Đám tay chân của ả chết hết dưới tay Shao Kahn, nhưng Shang Tsung ngay sau đó đã lật mặt với chính những chủ nhân cũ của mình và hút linh hồn của họ, và sau đó hấp thụ luôn cả sức mạnh từ Kronika. Tuy nhiên, thần lửa Liu Kang đã đến kịp trước khi Shang Tsung định tái tạo Kỷ nguyên Mới của riêng mình.
- Nếu người chơi chọn Liu Kang, anh sẽ tái tạo lại Kỷ nguyên Mới và gặp lại Kung Lao Vĩ Đại ở Thiền viện Wu Shi;
- Nếu người chơi chọn Shang Tsung, Raiden và Fujin sẽ là tay sai của hắn trong công cuộc chinh phục các thế giới.

### Nhân vật
| Có sẵn                                                 | Có sẵn                                             | Có sẵn                                                  | Có sẵn                                                             | Tải về |
| ------------------------------------------------------ | -------------------------------------------------- | ------------------------------------------------------- | ------------------------------------------------------------------ | --- |
| - Baraka - Cassie Cage - D'Vorah - Erron Black - Geras | - Jacqui Briggs - Jade - Jax - Johnny Cage - Kabal | - Kano - Kotal Kahn - Kung Lao - Liu Kang - Noob Saibot | - Raiden - Scorpion - Shao Kahn - Skarlet - Sonya Blade - Sub-Zero | - Shang Tsung - Nightwolf - The Terminator - Sindel - The Joker - Spawn - Sheeva - Fujin - Robocop - Rain - Mileena - John Rambo |

## Phát hành
Game phát hành ngày 23/4/2019, trên các nền tảng Microsoft Windows, Nintendo Switch, PlayStation 4 và Xbox One. Người chơi đặt hàng trước có cơ hội sử dụng nhân vật Shao Kahn (tất cả các hệ máy) và được thử bản beta ngày 28/3/2019 (riêng trên PlayStation 4 và Xbox One).